# Vlčetín (Bílá)
Vlčetín (německy Wltschetin) je vesnice, část obce Bílá v okrese Liberec. Nachází se asi 2,5 kilometru severozápadně od Bílé. Prochází zde silnice II/278. Vlčetín leží v katastrálním území Vlčetín u Bílé o rozloze 4,15 km². V katastrálním území Vlčetín u Bílé leží i Domaslavice a Luhov.

## Historie
První písemná zmínka o vesnici pochází z roku 1547.

## Pamětihodnosti
- Kaplička na návsi (kulturní památka)